# Archanara subflava
Archanara subflava là một loài bướm đêm trong họ Noctuidae.